# Engelbert August von Weichs zu Sarstedt
Engelbert August von Weichs zu Sarstedt (* um 1755; † 1815) war Domherr in Hildesheim, Münster und Paderborn.

## Leben
Engelbert August von Weichs zu Sarstedt wurde als Sohn des Adolf von Weichs zu Sarstedt und dessen Gemahlin Antonia von Schorlemer geboren. Am 3. August 1773 wurde er als Domherr in Hildesheim aufgeschworen und im Jahre 1787 gelangte er in den Besitz einer münsterschen Dompräbende, da Moritz von Brabeck auf seine Pfründe verzichtet hatte. Am 8. Oktober des folgenden Jahres wurde er hier aufgeschworen. Seit 1792 war Engelbert August Domdechant in Hildesheim und wurde in dieser Zeit auch zum Priester geweiht. Im Jahre 1796 erhielt er auch ein Domkanonikat in Paderborn.